# Adinda platyperaeon
Adinda platyperaeon är en kräftdjursart som först beskrevs av Schultz 1982.  Adinda platyperaeon ingår i släktet Adinda och familjen Scleropactidae. Inga underarter finns listade i Catalogue of Life.